# Středověká agrární revoluce
Agrární revoluce v Evropě byl proces trvající od 11. do poloviny 13. století, který se podílel na velkém rozvoji středověkého života, a který se výrazně promítl do celkové tváře evropské krajiny.  
Agrární revoluce měla mnoho důvodů, mezi které patří velký teplotní růst, rozvoj řemesel, nové zemědělské technologie, stabilizace poměrů v Evropě nebo zformování feudálního systému. Agrární revoluci můžeme charakterizovat také velkým populačním boomem, počet obyvatel se zvýšil až třikrát. Výrazné navýšení počtu obyvatel mělo důvod – vylepšení zemědělských technologií se promítlo do množství i kvality stravy. Fakt, že v Evropě bylo mnohem více „přelidněno“, vyústil ve velkou kolonizaci, z nichž nejznámější je Velká německá kolonizace. Vznikaly nové státy, zakládala se nová města a rozvíjely se vesnice. Lepší teplota přispívala také k tomu, že lidé mohli pěstovat plodiny i ve vyšších nadmořských výškách.  
Mezi agrární vynálezy patří trojpolní systém, kosa, chomout, čtyřkolák nebo hamr.  
Důležitým faktorem bylo také to, že v Evropě po roce 1000 došlo ke zklidnění bojů, s Turky a Araby se válčilo pouze na perifériích na východě.  